# Sally

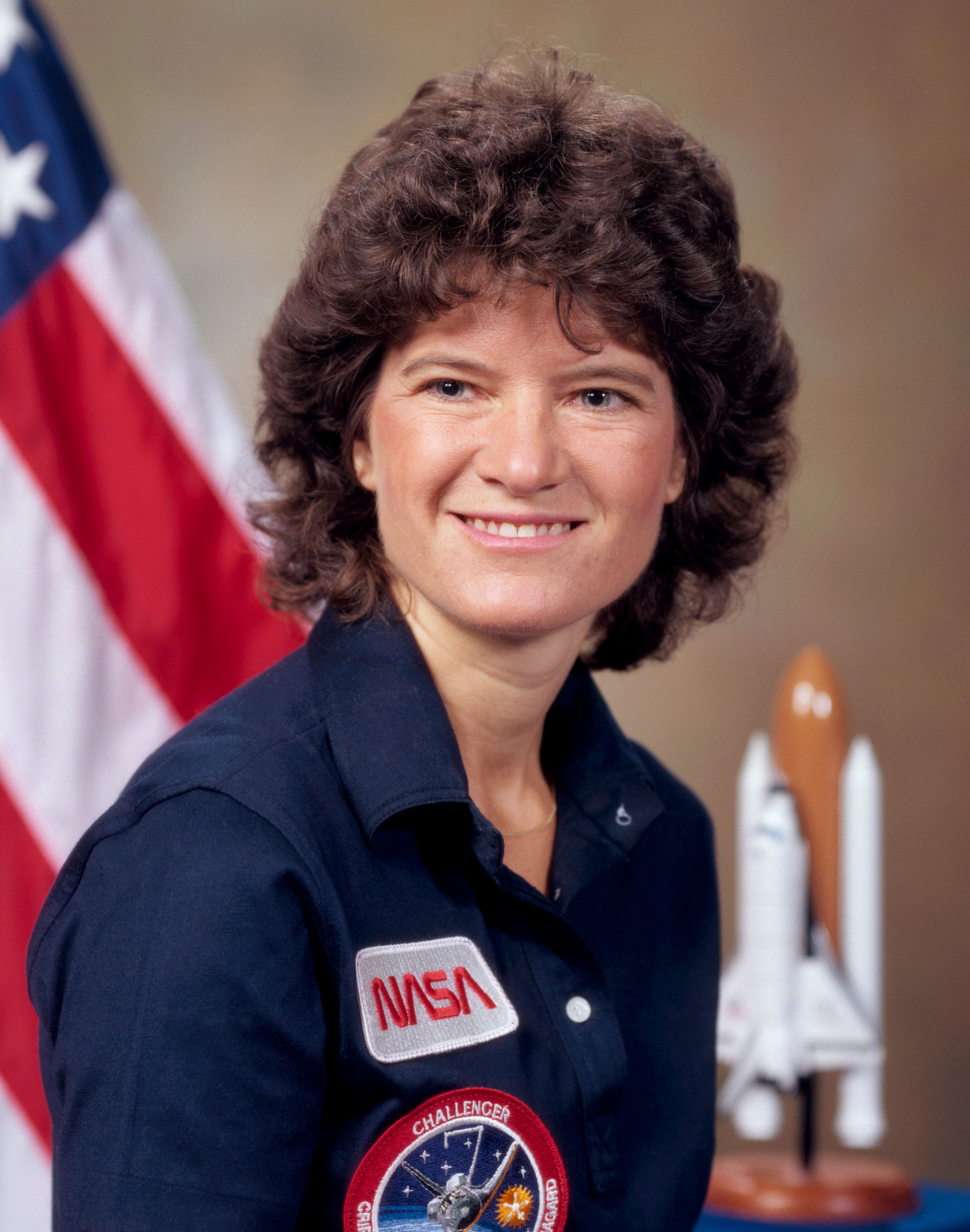
Sally Ride, 1984.

Sally är ett anglosaxiskt namn som företrädesvis ges kvinnor. Det är ursprungligen en diminutivform av Sara, och betyder "liten prinsessa". 2009 fanns det 2566 kvinnor och 5 män i Sverige som hette Sally. 
Namnsdag: Sally har ingen officiell namnsdag i Sverige, men den 8 juni i England och den 23 oktober i USA och Kanada. I den finlandssvenska namnsdagslängden har Sally namnsdag 19 juli tillsammans med Sara sedan starten 1929, då en egen namnsdagskalender togs i bruk för finlandssvenskar.

## Personer med förnamnet Sally
- Sally Bauer, svensk långdistanssimmerska
- Sally Field, amerikansk skådespelerska
- Sally Gunnell, brittisk kortdistanslöpare
- Sally Hawkins, brittisk skådespelare
- Sally Högström, svensk gymnast
- Sally Kellerman, amerikansk skådespelerska
- Sally Mann, amerikansk fotograf
- Sally Oldfield, irländsk sångerska och kompositör
- Sally Ride, amerikansk astronaut
- Sally Lindgren, svensk konstnär
- Sally Salminen, åländsk författare
- Sally Seymour, amerikansk konditor

### Fiktiva personer med förnamnet Sally
- Sally Bowles, varietésångerska i Christopher Isherwoods roman Farväl till Berlin från 1939. Boken filmades 1972 med titeln Cabaret där Liza Minelli spelar Sally.[3]